# PackageKit
PackageKit è una suite di applicazioni software, creata da Richard Hughes, progettata per fornire un front-end coerente e di alto livello per un certo numero di differenti sistemi di gestione dei pacchetti (principalmente rpm, ma anche altri formati come deb e .tgz).

## Caratteristiche
La suite è multipiattaforma, anche se è principalmente rivolta a distribuzioni GNU/Linux che seguono le norme di interoperabilità stabilite dal gruppo di freedesktop.org.
Utilizza le librerie software fornite dal D-Bus per la comunicazione tra processi e PolicyKit per gestire le politiche di accesso. Esiste anche una versione sviluppata per KDE: KPackageKit.